# Clásica de Almería 2019
La Clásica de Almería 2019, trentaquattresima edizione della corsa e valevole come evento dell'UCI Europe Tour 2019 categoria 1.HC, si svolse il 17 febbraio 2019 su un percorso di 192,5 km, con partenza da Almería e arrivo a Roquetas de Mar, in Spagna. La vittoria fu appannaggio del tedesco Pascal Ackermann, che completò il percorso in 4h27'58", alla media di 43,102 km/h, precedendo il connazionale Marcel Kittel e lo sloveno Luka Mezgec.
Sul traguardo di Roquetas de Mar 46 ciclisti, su 115 partiti da Almería, portarono a termine la competizione.

## Squadre e corridori partecipanti
| N.    | Cod. | Squadra                       |
| ----- | ---- | ----------------------------- |
| 1-7   | MTS  | Mitchelton-Scott              |
| 11-17 | WGG  | Wanty-Gobert Cycling Team     |
| 21-27 | COF  | Cofidis, Solutions Crédits    |
| 31-37 | CPT  | CCC Team                      |
| 41-47 | TKA  | Team Katusha Alpecin          |
| 51-57 | MOV  | Movistar Team                 |
| 61-67 | SVB  | Sport Vlaanderen-Baloise      |
| 71-77 | EUS  | Euskadi Basque Country-Murias |
| 81-86 | TDE  | Direct Énergie                |

| N.      | Cod. | Squadra                  |
| ------- | ---- | ------------------------ |
| 91-97   | BOH  | Bora-Hansgrohe           |
| 101-107 | ROC  | Roompot-Charles          |
| 111-117 | CJR  | Caja Rural-Seguros RGA   |
| 121-126 | AST  | Astana Pro Team          |
| 131-137 | BBH  | Burgos-BH                |
| 141-147 | RLY  | Rally UHC Cycling        |
| 151-157 | GAZ  | Gazprom-RusVelo          |
| 161-167 | VCB  | Vital Concept-B&B Hotels |

## Ordine d'arrivo (Top 10)
| Pos. | Corridore            | Squadra    | Tempo    |
| ---- | -------------------- | ---------- | -------- |
| 1    | Pascal Ackermann     | Bora       | 4h27'58" |
| 2    | Marcel Kittel        | Katusha    | s.t.     |
| 3    | Luka Mezgec          | Mitchelton | s.t.     |
| 4    | Carlos Barbero       | Movistar   | s.t.     |
| 5    | José Joaquín Rojas   | Movistar   | s.t.     |
| 6    | Thomas Boudat        | Direct     | s.t.     |
| 7    | Edward Planckaert    | Sport Vl.  | s.t.     |
| 8    | Lars Boom            | Roompot    | s.t.     |
| 9    | Sjoerd van Ginneken  | Roompot    | s.t.     |
| 10   | Pieter Vanspeybrouck | Wanty      | s.t.     |